# Pseudoathyreus porcatus
Pseudoathyreus porcatus är en skalbaggsart som beskrevs av François Louis Nompar de Caumont de Laporte 1840. Pseudoathyreus porcatus ingår i släktet Pseudoathyreus och familjen Bolboceratidae. Inga underarter finns listade i Catalogue of Life.